# Roermonder Straße 217 (Mönchengladbach)

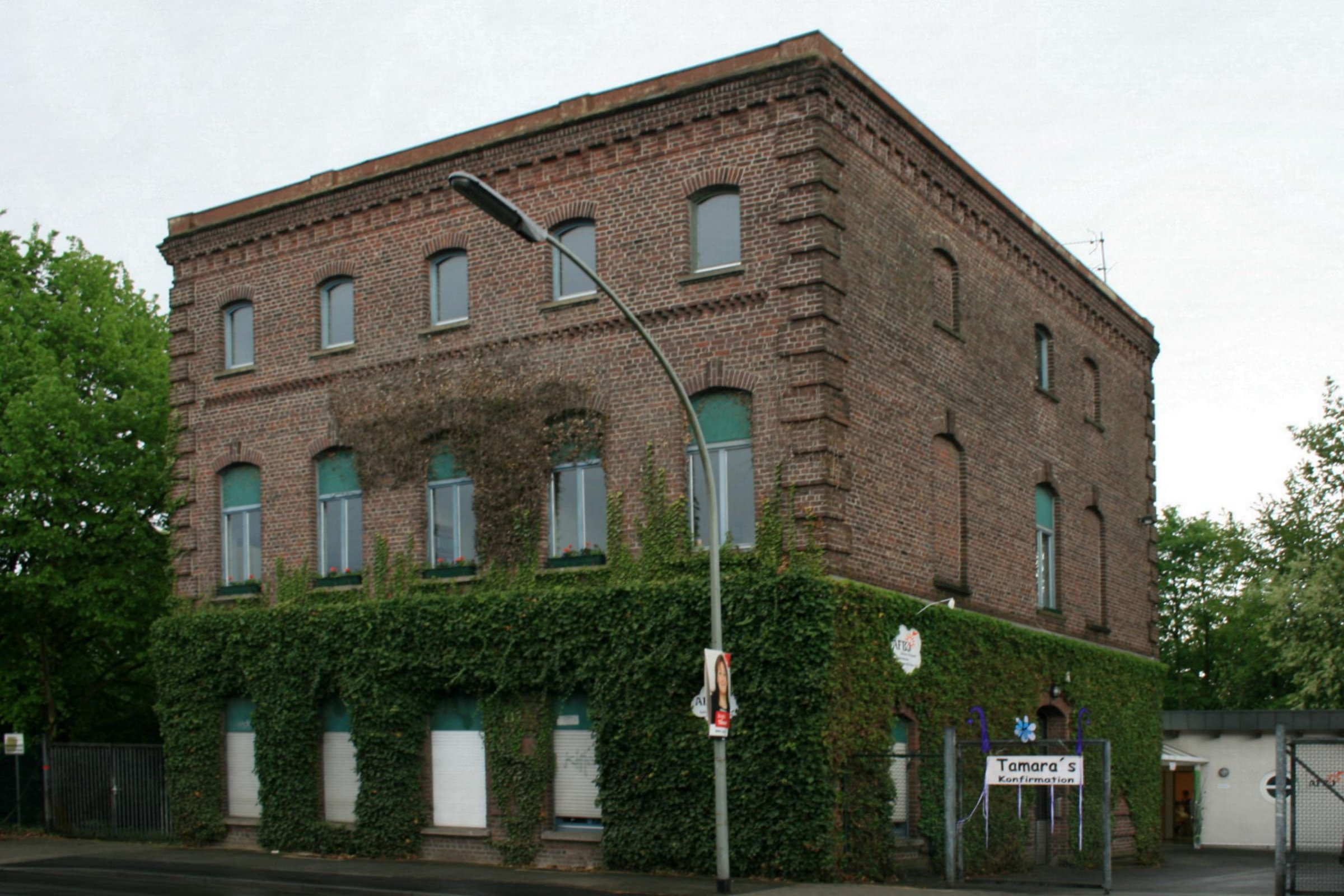
Ehemaliges Verwaltungsgebäude (2010)

Das ehemalige Fabrik-Verwaltungsgebäude Roermonder Straße 217 steht im Stadtteil Venn in Mönchengladbach (Nordrhein-Westfalen).
Das Gebäude wurde im 19. Jahrhundert erbaut. Es wurde am 15. Dezember 1987 unter Nr. R 029 in die Denkmalliste der Stadt Mönchengladbach eingetragen.

## Lage
Das zum Mehrfamilienwohnhaus umgenutzte Gebäude liegt an der alten Verbindungsstraße zwischen Mönchengladbach und Hardt und weiter nach Roermond.

## Architektur
Es handelt sich um einen dreigeschossigen Backsteinbau auf rechteckigem Grundriss, der von einem Flachdach bedeckt wird.
Das gut erhaltene Gebäude zeigt typische Architekturelemente des Fabrikbaus aus dem ausgehenden 19. Jahrhunderts und ist daher aus industrie- und stadtgeschichtlichen Gründen schützenswert.